# Luiz França
Luiz França (Senhor do Bonfim, 28 de novembro de 1974) é um ator e comediante stand-up brasileiro.
Atualmente, compõe o grupo "Comédia Ao Vivo" e apresenta o podcast "Papagaio Falante", com Sérgio Mallandro.

## Carreira
É formado em Artes Cênicas pelo Senac do Rio de Janeiro. Foi o primeiro ator a realizar um show de stand-up para a comunidade brasileira no Japão, alcançando grande sucesso.
No teatro, atuou em “Comida dos Astros”, com Rony Cacio, que ficou 10 anos em cartaz.
Sempre com grande aceitação pelo público de todas as idades, constantemente é chamado para programas televisivos. Fez parte do elenco fixo do quadro "Saco de Risadas" do Domingão do Faustão e foi protagonista da peça “A Mulher do Candidato”, de Walcyr Carrasco.

## Vida Pessoal
Em junho de 2021, assume um namoro com Maria Melilo, campeã do BBB11.